# Annie Ernaux
  Annie Ernaux    (Lillebonne, 1 de setembre de 1940), nascuda Annie Duchesne, és una professora i escriptora francesa, amb una obra essencialment autobiogràfica (autoficció) i amb un fort contingut sociològic. Entre el premis que ha rebut, destaquen el Premi Marguerite-Yourcenar de 2017 pel conjunt de la seva obra i el Premi Nobel de Literatura que va guanyar l'any 2022. El 10 de desembre de 2022 va pronunciar el discurs de recepció del premi.

## Biografia
Annie Ernaux va néixer el 1r de setembre de 1940 a Lillebone, (Seine-Maritime), però va passar els seus primers anys a Yvetot a la Normandia, on els seus pares tenien un cafè i botiga de comestibles. Va fer els primers estudis en una escola privada religiosa d'Yvetot i el 1960 després d'abandonar els estudis a l'Escola Normal d'Institutrius de Ruoen, va passar un mesos a Londres. Més tard va estudiar Literatura Moderna i filosofia a Rouen. Va ser professora a Annecy i a Pontoise.
En la seva primera novel·la "Les Armoires vides" (1964) ja anunciava el caràcter autobiogràfic d'una part important de la seva obra, on s'aborden temes com l'ascensió social dels seus pares (La Place, La Honte), el seu matrimoni (La Femme gelée), les seves relacions amoroses (Passion simple, Se perdre) o la malaltia i la mort de la seva mare (Je ne suis pas sortie de ma nuit, Une femme).
La seva popularitat es va iniciar l'abril de 1984 gràcies a la participació en el programa literari "Apostrophes" del canal francès Antenne 2, dirigit per Bernard Pivot, on va presentar el seu llibre "La Place".
La seva obra ha estat influenciada per diversos autors com Simone de Beauvoir, Sartre i especialment pel sociòleg Pierre Bourdieu, autor entre altres de "La Distinction" (La Distinció).
Durant les eleccions presidencials franceses de l'any 2012 va donar suport al candidat del Front de l'Esquerra, Jean-Luc Mélenchon.
El 2020 el metge i escriptor francès Patrick Froelich, va escriure un conte de 28 pàgines amb el títol "Annie Ernaux-Duetto". Editions Nouvelles Lectures.
El 2022 amb l'ajut del seu fill David Ernaux-Briot va recuperar les cintes de super-8 que el seu marit Philippe va gravar durant els anys setanta i va produir "Les Films Pelléas" un documental amb el títol original de "Les années super 8". El documental va ser nominat com millor documental als Premis César 2023 i també nominat a al 28a cerimònia dels Lumières de la Premsa Internacional de l'any 2023.
El juny de 2024 va visitar Barcelona per participar en un acte organitzat per Biblioteques de Barcelona per celebrar el 25è aniversari dels Clubs de Lectura. Ernaux va fer una conferència-conversa a la biblioteca Jaume Fuster de Barcelona. També va presentar a la Filmoteca de Catalunya el documental codirigit amb el seu fill.

## Obres més destacades[15]
- Les armoires vides (1974)
- Ce qu’ils disent ou rien (1977)
- La femme gelée (1981)
- La place (1983) (Edició especial 2021)
- Une femme (1988)
- Passion simple (1991). Traduïda al català per Xavier Pamies. "Pura Passió", Llibres de l'ïndex .Barcelona 1992.
- Journal du dehors (1993)
- Je ne suis pas sortie de ma nuit (1996)
- La honte (1997)
- L'événement (2000) Traduïda al català per Valèria Gaillard: L'Esdeveniment. Angle Editorial. Barcelona 2022. ISBN 978-84-19017-28-4
- La vie extérieure (2000)
- Se perdre (2001)
- L'occupation (2002)
- L'usage de la photo (2005)
- Les années (2008) Traduïda al català per Valèria Gaillard: Els anys, Angle Editorial, Barcelona 2019. ISBN 9788417214869
- Écrire la vie (2011)
- L'autre fille (2011)
- Retour à Yvetot (2013)
- Regarde les lumières mon amour (2014)
- Mémoire de fille (2016) Traduïda al català per Valèria Gaillard. Memòria de noia. Angle Editorial. ISBN 978-84-18197-06-2
- L'atelier noir (2022)
- Le jeune homme (2022) Traduïda al català per Valèria Gaillard: L'home jove, Angle Editorial, Barcelona 2023. ISBN 978-84-19017-54-3

#### Adaptacions al cinema:[16]
- 1981: Droit de réponse: l'esprit de contradiction (sèrie de televisió).
- 2000 : L'evénement, adaptació de la novel·la homònima, dirigida per Audrey Diwan. (Dolada i subtitulada al català, L'Esdeveniment)

- 2008: L'autre, adaptació de L'occupation,dirigida per Patrick-Mario Bernard i Pierre Trividic.
- 2014: Mon Week-end au centre commercial, dirigida per Naruna Kaplan de Macedo.
- 2020: Passion Simple, adaptació de la novel·la homònima. Pel·lícula eròtica dramàtica escrita i dirigida per Danielle Arbid.
- 2021: L'esdeveniment (originalment en francès, L'Événement) és una pel·lícula de thriller dramàtic francesa del 2021dirigida per Audrey Diwan a partir d'un guió de la mateixa Diwan i de Marcia Romano, basada en la novel·la homònima del 2000. La pel·lícula és protagonitzada per Anamaria Vartolomei i Luàna Bajrami. S'ha doblat i subtitulat al català.

#### Adaptacions al teatre
- 2025: "Pura Passió". Teatre Sala Atrium de Barcelona. Del18 al 22  de juny. Espectacle teatral partir de la novel·la, amb adaptació i direcció de Lucía del Greco, amb escenografia de Pol Roig i interpretació de Cristina Plazas.[17][18]

## Premis i reconeixements
- 1984 - Premi Renaudot, La Place
- 2008 - Prix Marguerite-Duras, Les Années
- 2008 - Prix François Mauriac de la Région Aquitaine, Les Années
- 2008 - Prix de la langue française, pel conjunt de la seva obra
- 2014 - Doctor honoris causa per la Universitat de Cergy-Pontoise
- 2017 - Premi Marguerite-Yourcenar pel conjunt de la seva obra
- 2019 - Premi Formentor de les lletres (Prix Formentor) i nominada al Premi Internacional Booker[19]
- 2019 - Premi de l'Acadèmia de Berlín
- 2022 - Premi Nobel de Literatura

El 2003 el municipi de Saint-Leu-la-Fôret, població propera a Lillebone on va néixer Annie Ernaux, va crear un premi literari amb el nom de l'escriptora.

#### Polèmica amb Michel Houellebecq
En una entrevista a "Le Parisien" del 8 de desembre de 2022, Ernaux va contestar al també Premi Goncourt, Michel Houellebecq, que havia manifestat que ella no era mereixedora del Nobel. Ernaux va dir "Millor que sigui jo!" i es va mostrar encantada que el seu col·lega francès no fos distingit pel premi en el seu lloc, ateses les seves idees "totalment reaccionàries i antifeministes".